# Apeadeiro de Bom João
O Apeadeiro de Bom João é uma interface da Linha do Algarve, que serve a área do Bom João, na cidade de Faro, em Portugal.

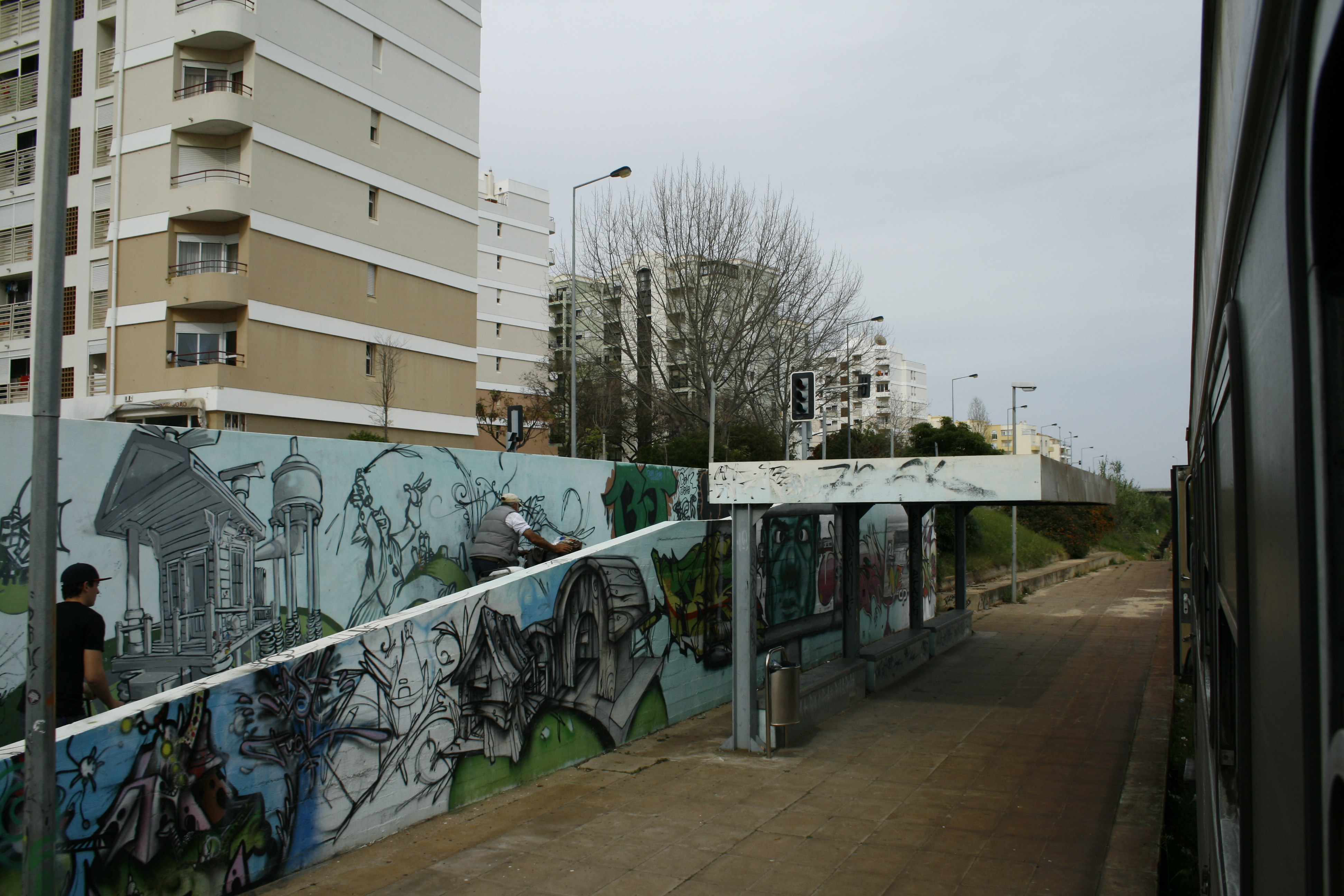
Apeadeiro de Bom João, em 2010.

## Descrição

### Localização e acessos
Esta interface situa-se entre as avenidas Cruz Guerreiro (a norte) e Cidade de Huelva (a sul), que aqui ladeiam a via férrea; as duas paragens de camionagem local mais próxima (Carrapatoso Sul e Bairro dos Carteiros) encontram-se a certa distância.

### Infraestrutura
Como apeadeiro em linha em via única, esta interface tem uma só plataforma, que tem 101 m de comprimento e 76 cm de altura. Situa-se do lado norte da via (lado esquerdo do sentido ascendente, para Vila Real de Santo António).

### Serviços
Em dados de 2023, esta interface é servida por comboios de passageiros da C.P. de tipo regional tipicamente com treze circulações diárias de Faro a Vila Real de Santo António e doze no sentido oposto.

## História
Este apeadeiro faz parte do lanço entre Faro e Olhão da Linha do Algarve, que entrou ao serviço no dia 1 de Maio de 1904, pela divisão do Sul e Sueste dos Caminhos de Ferro do Estado, sendo então considerado como parte do Caminho de Ferro do Sul. No entanto, não fazia inicialmente parte deste lanço, tendo o jornal Correio do Sul noticiado em 6 de Abril de 1950 que a operadora Companhia dos Caminhos de Ferro Portugueses estava a planear a instalação de dois apeadeiros na zona nascente de Faro, de forma a acompanhar o forte desenvolvimento que se estava a verificar naquela área, como parte de um vasto programa de urbanização. Um destes novos apeadeiros iria situar-se na área do Bom João, em frente às obras das instalações portuárias e nas imediações do liceu. O governo aprovou a abertura do apeadeiro de Bom João em Outubro desse ano, situado ao quilómetro 342,188 da Linha do Sul.
Antes da construção deste apeadeiro, na década de 1950, os habitantes locais utilizavam principalmente o Apeadeiro de São Francisco, que foi posteriormente demolido. Durante o seu funcionamento, ambos os apeadeiros contribuíram para manter o fluxo de passageiros e a garantir o serviço ferroviário na cidade de Faro, tendo sido ambos de utilização frequente pela parte dos utentes e igualmente serviam para aliviar os milhares de passageiros que se acumulavam na estação principal de Faro. Em 2018, o apeadeiro de Bom João ainda servia regularmente os passageiros com os seus comboios diários, mantendo funções semelhantes ao Apeadeiro de Porta Nova, na cidade de Tavira. Em 2010, foi alvo de obras urgentes de requalificação por parte da Rede Ferroviária Nacional, tendo sido instaladas novas estruturas de segurança e rampas de acesso para deficientes.[carece de fontes?]